# Hiéroglyphe égyptien K1
Le hiéroglyphe égyptien K1 (tilapia du Nil) est classifié dans la section K « Poissons et parties de poissons » de la liste de Gardiner ; il y est noté K1.

## Représentation
Il représente un tilapia du Nil (Oreochromis niloticus) aussi appelé boulti. Il est translittéré jn. 

## Utilisation
| i | n · K1 | t · K5 |

| i | n · K1 | t · K5 |

d'où son utilisation en tant que phonogramme bilitère de valeur jn.
| K5 |

| K5 |

## Exemples de mots
| i | K1 · n | t · N25 |

| i | K1 · n | t · N25 |

| i | K1 · n | b | O36 |

| i | K1 · n | b | O36 |

| i | K1 · n | D13 · y |

| i | K1 · n | D13 · y |